# Ménandre (général)
Pour les articles homonymes, voir Ménandre.
Ménandre (en grec ancien Μένανδρος / Menandros) est un Compagnon (hétaire) d'Alexandre le Grand et un temps le satrape de Lydie.

## Biographie

### Carrière sous Alexandre
Au départ de l'expédition en Asie, Ménandre qui fait partie des Compagnons d'Alexandre commande le corps des mercenaires. En 331 av. J.-C., quand Alexandre sort d'Égypte et qu'il réorganise les satrapies conquises, Ménandre reçoit la charge de satrape de Lydie auparavant aux mains de Cassandre, fils de Parménion. Juste avant la mort du roi en juin 323, il conduit à Babylone un corps de troupes en renfort. Après les accords de Babylone, il conserve sa satrapie.

### Durant la guerre des Diadoques
Ménandre prend part à la première guerre des Diadoques en s'engageant auprès d'Antigone le Borgne, à qui il fait part des ambitions de Perdiccas qui entend épouser Cléopâtre, la sœur d'Alexandre. À l'issue des accords de Triparadisos en 321 av. J.-C., il perd la satrapie de Lydie aux dépens de Cleitos le Blanc. Il commande une partie de l'armée d'Antigone durant la première campagne contre Eumène de Cardia en 320 en Asie Mineure. En 319, Ménandre s'avance en Cappadoce avec ses troupes afin d'assiéger Eumène, enfermé dans la forteresse de Nora, le forçant à fuir vers la Cilicie. Les sources ne font plus mention de lui après cet épisode.
D'après Pline l'Ancien dans l’Histoire naturelle, Ménandre a servi de modèle au peintre Apelle de Cos pour son œuvre intitulée Ménandre, roi de Carie, dans Rhodes.

## Sources antiques
- Arrien, Anabase [lire en ligne].
- Diodore de Sicile, Bibliothèque historique [détail des éditions] [lire en ligne], XVIII.
- Justin, Abrégé des Histoires philippiques de Trogue Pompée [détail des éditions] [lire en ligne].
- Pline l'Ancien, Histoire naturelle [détail des éditions] [lire en ligne].
- Plutarque, Vies parallèles [détail des éditions] [lire en ligne], Eumène.
- Quinte-Curce, Histoire d'Alexandre.